# Bratři z tykve
Bratři z tykve (čínsky 葫芦兄弟) je čínský animovaný seriál z roku 1987. Režiséry seriálu jsou Hu Jinqing, Ge Guiyun, Zhou Keqin. V Česku byl seriál vysílán v rámci pořadu Vega.

## Příběh
Jednoho dne kvůli zaškobrtnutí luskouna z uvěznění uniknou dva démoni. Dědeček s pomocí luskouna získá semínko tykve, ze které se narodí sedm chlapců, kteří jako jediní mohou démony přemoci. Dědeček neváhá a semínko zasadí. Než ale chlapci vyrostou, dědečka unesou poskoci démonů. Jako první se narodí silný chlapec a vydá se dědečka osvobodit. Je ale přemožen, svázán a uspán. Jako druhý se narodí chlapec s bystrým zrakem a dobrým sluchem. Ani jemu se nepodaří dědečka osvobodit a je oslepen na obě oči, ale ohlušen pouze na jedno ucho a zavřen do kobky k dědečkovi. Z kobky je vysvobodí luskoun.
Chlapec s nezranitelným tělem se dědečkovi a bratrům vydá na pomoc ještě v podobě tykve, od okamžiku, kdy se potká s dědečkem, bratrem a luskounem, je chrání. Po chvíli se narodí a vydá se na pomoc silnému bratrovi, zatímco dědeček s bystrozrakým bratrem se vydávají domů. Luskoun se je snaží chránit, ale je svržen do propasti. Nezranitelný chlapec bojuje s démony, ale je spoután pomocí kouzelného meče.
Doma se dědeček a ptáčci starají o bystrozrakého bratra, až se mu zrak vrátí. Je ale takové sucho, že se dědeček obává o ještě nenarozené chlapce. Naštěstí se narodí chlapec se schopností chrlit vodu a tak tykev zavlaží. Po chvíli se narodí další chlapec, který má schopnost chrlit oheň. Ti se vydávají na pomoc dvěma uvězněným bratřím.
Démoni se mezitím rozhodnou, že si chlapce uvaří v ohnivém hrnci. Po vytažení ohnivého hrnce z jezera ale plameny vyšlehnou a rozšíří se hoře, na které démoni jsou. Chlapec se schopností chrlit oheň horu uhasí a poté potkají démony. Démoni je lstí a slovy, že jsou jim vděční za záchranu života, pozvou do své skrýše, kde se jim podaří chlapce se schopností chrlit oheň uspat v ledu a chlapce se schopností chrlit vodu opít vínem. Poté se démoni rozhodnou, že musí zajmout i zbylé chlapce. Unesou oba ještě nenarozené chlapce i bystrozrakého chlapce a dědečka shodí ze skály. Dědeček ale nezahyne, zachrání ho pták skalního ducha, který ho odnese ke skalnímu duchovi. Od skalního ducha se dědeček dozví, že k tomu, aby chlapci mohli nad démony zvítězit, potřebují kouzelný leknín, který dědeček od ducha získá. Poté, co se dědeček vrátí domů, je zajat poskoky démonů.
Démoni se ještě nenarozené chlapce snaží změnit ve své potomky, ale u jednoho z chlapců se jim to nepodaří, protože se narodí. Tento chlapec má schopnost být neviditelným a tak se prochází po skrýši démonů a objeví své bratry, kteří až na bystrozrakého chlapce spí. S pomocí bystrozrakého bratra se neviditelnému bratrovi podaří uzmout démonům jejich kouzelné ruyi a spící bratry probudit.
Zajatý dědeček je přiveden k ještě nenarozenému chlapci, který považuje démony za své rodiče, čemuž se dědeček diví. Poté, co se tento chlapec narodí, zjistí se, že má schopnost absorbovat cokoliv do tykve a ovládat lidská srdce. Díky tomu se mu podaří rozpoutat nenávist mezi ostatním bratry, které poté absorbuje do tykve.
Démoni, nejmladší chlapec a zajatý dědeček se přesunou do místnosti s ohnivým hrncem, do kterého je vhozeno šest bratrů. Démonům se podaří nejmladšímu bratrovi lstí uzmout jeho tykev, pomocí které ho také vhodí do ohnivého hrnce. Dědečkovi se podaří použít kouzelný leknín, pomocí kterého se bratři konečně sjednotí, dostanou se z hrnce ven a proti démonům bojují společně. Nejmladšímu bratrovi se podaří získat zpět svojí tykev, do které absorbuje démony. Tykev pak vhodí hluboko do skály. Chlapci se semknou a skočí za tykví. Během pádu se chlapci změní ve skálu, která tykev přikryje a tykev s démony je tak uvězněna.